# Taverne (Doubs)
Pour les articles homonymes, voir Taverne.
La Taverne, appelée Drésine en partie amont, est un ruisseau du massif du Jura qui coule dans le département du Doubs, en région Bourgogne-Franche-Comté. C'est un affluent en rive gauche du Doubs, donc un sous-affluent du Rhône par le Doubs et la Saône.

## Géographie
La longueur de son cours d'eau est de 10 km.
Il prend sa source dans la commune de Remoray-Boujeons à 1 006 m d'altitude sous le nom de Drésine puis s'écoule en direction de l'est vers le lac de Remoray et reçoit deux affluents : les Petits Biefs en rive droite, le Remoray en rive gauche . Il alimente ensuite le lac de Remoray où il est rejoint par le ruisseau du Lhaut en rive droite. Au sortir du lac de Remoray, il prend le nom de Taverne avant de rejoindre le Doubs 500m plus loin en rive gauche.

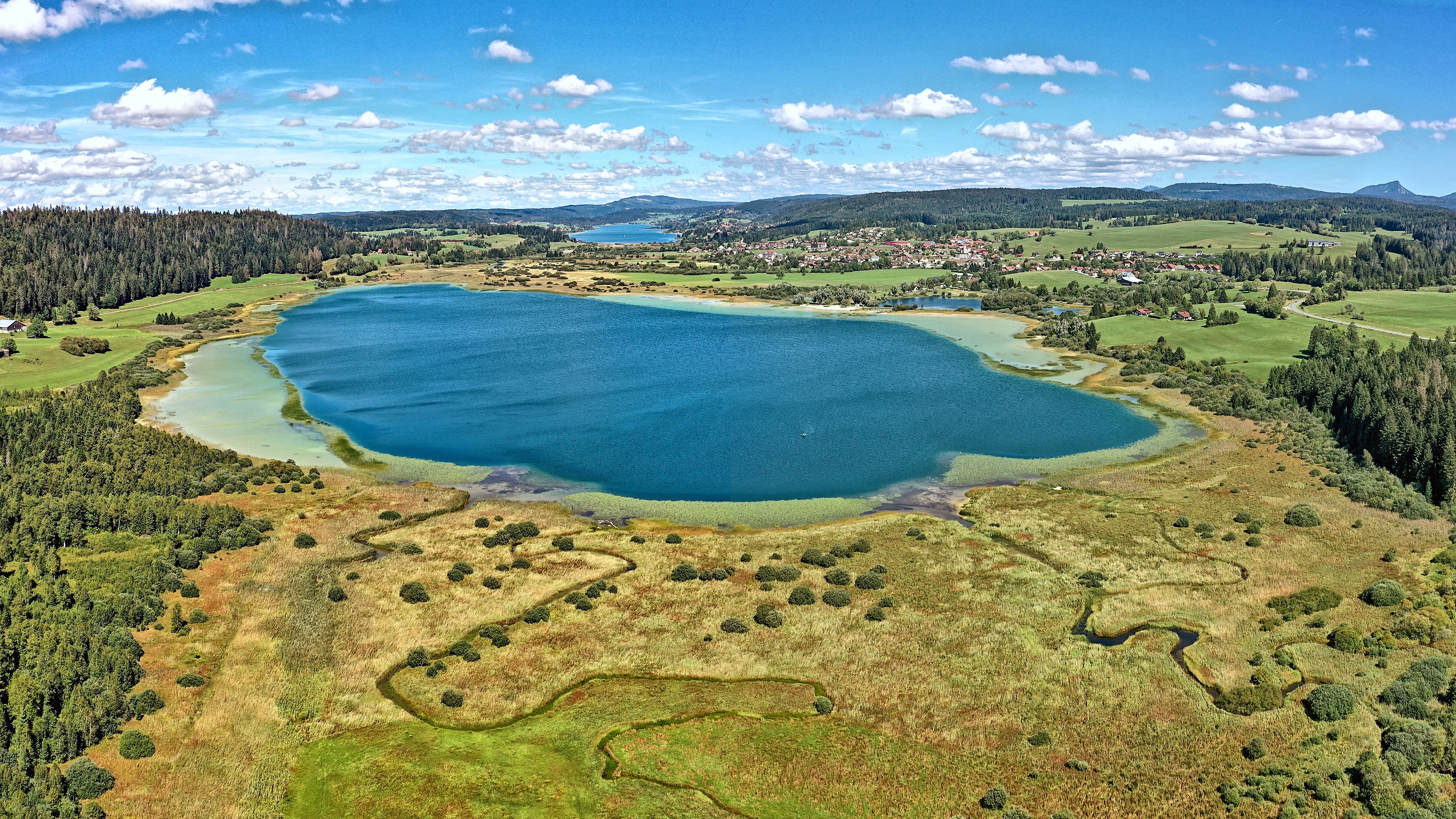
La Taverne à gauche, le ruisseau du Lhaut à droite, en amont du lac de Remoray.

### Communes et cantons traversés
Dans le seul département du Doubs, la Taverne traverse deux communes : Remoray-Boujeons et Labergement-Sainte-Marie.

### Bassin versant
La Taverne traverse une seule zone hydrographique : Le Doubs du Bief Rouge inclus au ruisseau de la Fontaine ronde (U201)

## Affluents
La Taverne a trois affluents référencés :
- Les Petits Biefs[2] en rive droite
- Remoray[3] en rive gauche
- le ruisseau du Lhaut[4] en rive droite

Le rang de Strahler est donc de deux.

## Hydrologie
La Taverne présente des fluctuations saisonnières de débit assez marquées. 